# Ricsige av Northumbria
Ricsige av Northumbria, död 876, var en engelsk monark. Han var kung av Northumbria 872–876. 